# ثيودور هوفمان (سياسي)
ثيودور هوفمان (بالألمانية: Theodor Hoffmann)‏ (و. 1935 – 2018 م) هو سياسي، وضابط من ألمانيا، وألمانيا الشرقية، ويحمل رتبة عسكرية أدميرال، توفي في برلين، عن عمر يناهز 83 عاماً.

## مناصب
تولى منصب وزير، وزارة الدفاع الوطني (ألمانيا الشرقية) (18 نوفمبر 1989–23 أبريل 1990)
.

## الخدمة العسكرية
خدم في فولكسمارين.

## جوائز
حصل على جوائز منها:
- نيشان شارنهورست [الإنجليزية]‏
- وسام الاستحقاق الوطني البرونزي